# Asperula karataviensis
Asperula karataviensis là một loài thực vật có hoa trong họ Thiến thảo. Loài này được Pavlov mô tả khoa học đầu tiên năm 1951.